# تفجيرات العراق 15 نيسان 2013
قتلت موجة من التفجيرات واطلاقات النار في جميع أنحاء العراق 75 شخصا على الأقل وإصابة أكثر من 356 آخرين. وجاءت هذه الهجمات قبل أيام من انتخابات مجالس المحافظات التي جرت في 20 نيسان/أبريل 2013.